# Arkéa Park
Der Arkéa Park ist ein geplantes Fußballstadion in der französischen Gemeinde Guipavas, Département Finistère in der Bretagne. Die neue Anlage soll das Stade Francis-Le Blé von 1922 als Heimspielstätte des bretonischen Fußballvereins Stade Brest ersetzen. Guipavas gehört zur Brest Métropole und ist ein nordöstlicher Vorort der Hafenstadt Brest.

## Geschichte
2018 wurde ein erster Entwurf präsentiert, der 13.000 Plätze bieten sollte und über einen Freizeitpark, ein Hotel und ein Restaurant verfügte. Stade Brest spielte im Mittelfeld der Ligue 2 und die Kapazität war ausreichend. Die Kosten wurden auf privatfinanzierte 70 bis 80 Millionen Euro veranschlagt. Im September 2021 gab die Stadt Brest und die Brest Métropole durch Bürgermeister François Cuillandre bekannt, dass man sich an den Kosten beteiligen werde und das Stadion durch eine öffentlich-private Partnerschaft (ÖPP) finanziert wird.
Auf einer Pressekonferenz am 30. März 2022 stellten die Co-Präsidenten von Stade Brest, die Brüder Denis und Gérard Le Saint, mit François Cuillandre ein neues Konzept für ein zukünftiges Stadion (Stade du Froutven) mit überdachten 15.000 Plätzen, vor. 700 Plätze davon befinden sich in den Logen. Es sind 10.800 Tickets und Dauerkarten über Stade Brest erhältlich, die übrigen Tickets werden über die Geschäftspartner des Vereins vertrieben. Am Standort Guipavas ist der Bau gegenüber des IKEA Brest Guipavas geplant. Das 18 Hektar große Gelände ist mit Zufahrtsstraßen und öffentlichen Verkehrsmitteln, wie die Straßenbahn Brest, an das Stadtzentrum von Brest angeschlossen. Auch Radwege sind vorhanden. Es liegt nahe dem Flughafen Aéroport Brest-Bretagne (rund fünf Kilometer) und der wichtigsten Ausfahrtsstraßen Richtung Osten. Am Neubau sollen 1450 Parkplätze entstehen. Auch ein Trainingszentrum ist, weniger als einen Kilometer vom Arkéa Park entfernt, geplant.
Der Entwurf, wie der von 2018, stammt von François de La Serre (Architecte DLPG). Es wird als ein „rot-weißes Boot in einem grünen Meer“ bezeichnet. Der Grundriss besteht aus einem rechteckigen Fußballstadion mit zwei hohen Längstribünen (die Haupttribüne überragt die Gegengerade) und den zwei flacheren Ränge hinter den Toren. Auf diesen Bereichen sollen jeweils drei kleine Windkrafträder aufgestellt werden, in die auch Teile des Flutlichts integriert sind. Umhüllt wird der Bau von einer Fassade in den Clubfarben Rot und Weiß. Des Weiteren ist auf dem Dach eine 8.000 m² große Photovoltaikanlage geplant. Unter dem Dach werden zwei Videoleinwände auf den Hintertortribünen installiert. Entgegen vorherigen Planungen wurden Dienstleistungs- und Gewerbeflächen, wie z. B. das Hotel, gestrichen. Der Baubeginn war für 2024 geplant, sodass man den Arkéa Park 2026 hätte beziehen können, doch das Projekt verzögerte sich. Die Baukosten wurden auf 85 Millionen Euro geschätzt. Das Stade Francis-Le Blé wird nach dem Umzug stillgelegt.
Am 1. Januar 2024 gab die Crédit Mutuel Arkéa, eine genossenschaftliche Bank und Versicherungsunternehmen mit Sitz in Le Relecq-Kerhuon, bekannt, dass der geplante Stadionneubau den Sponsorennamen Arkéa Park tragen wird. Die Crédit Mutuel Arkéa ist langjähriger Sponsor von Stade Brest.
Im Juli 2025 erhielte das Département Finistère eine positive Stellungnahme des vom Verwaltungsgericht eingesetzten Ausschusses für die Umweltverträglichkeitsprüfung. Die Stellungnahme wurde ohne Vorbehalte abgegeben, was einen wichtigen Fortschritt für das Projekt in Guipavas darstellt. Brest Métropole betonte das öffentliche Interesse an dem Projekt und die hohe Beteiligung während der öffentlichen Beratungsphase – über 2200 Anwohner reichten Stellungnahmen ein, was ein hohes lokales Engagement widerspiegelt. Die Vorstandsmitglieder von Stade Brest zeigten sich erfreut über die Ergebnisse der Beratungen und die Genehmigung durch den Ausschuss. Ihrer Ansicht nach bestätigt die wachsende Unterstützung der Bevölkerung für den Arkéa Park. Nach der Aussage des Sportministers ist das positive Ergebnis der Konsultationen ein weiterer wichtiger Meilenstein zur Errichtung eines neuen Stadions. Mit dem Arkéa Park möchte der Verein regelmäßig an europäischen Wettbewerben teilnehmen. Durch einen 3. Platz in der Ligue 1 2023/24 erreichte der Club die UEFA Champions League 2024/25. Das Stade Francis-Le Blé erfüllte jedoch nicht die Anforderungen der UEFA. Die Heimpartien wurden im Stade de Roudourou in Guingamp ausgetragen. Neuesten Zahlen zufolge liegt das Gesamtbudget bei 106,5 Millionen Euro. Die Fertigstellung ist derzeit für das dritte Quartal 2028 geplant.